# A1 Ethniki 2020-21
La A1 Ethniki 2020-21, conocida por motivos de patrocinio como Stoiximan Basket League, fue la edición número 81 de la A1 Ethniki, la máxima competición de baloncesto de Grecia. La temporada regular comenzó el 24 de octubre de 2020 y terminó el 10 de junio de 2021. El campeón fue el Panathinaikos, que lograba así su trigésimo noveno título de liga.

## Equipos temporada 2020-21
Ifaistos Lemnos y Rethymno Cretan Kings decidieron no participar en la A1 Ethniki en la temporada 2020-21 debido a problemas económicos, aunque no descendieron en la temporada 2019-20. Por otro lado, el Charilaos Trikoupis, tras liderar la A2 Ethniki la temporada anterior, ascendió a la máxima categoría por primera vez en su historia.
| Club                | Ciudad                 | Pabellón                      | Cap.   | Temp. |
| ------------------- | ---------------------- | ----------------------------- | ------ | ----- |
| AEK                 | Atenas (Marousi)       | OAKA Indoor Hall              | 18 500 | 63    |
| Aris                | Salónica               | Alexandrio Melathron          | 5138   | 63    |
| Charilaos Trikoupis | Patras                 | Dimitris Tofalos Arena        | 4150   | 1     |
| Ionikos Nikaias     | Atenas (Palaio Faliro) | Sofia Befon Indoor Hall       | 1204   | 14    |
| Iraklis B.C.        | Salónica               | Ivanofeio Sports Arena        | 2500   | 53    |
| Kolossos            | Rodas                  | Venetoklio Indoor Hall        | 1242   | 14    |
| Larisa              | Larissa                | Larissa Neapolis Indoor Arena | 4000   | 2     |
| Lavrio Megabolt     | Lavrio                 | Lavrio Indoor Hall            | 1700   | 5     |
| Panathinaikos       | Atenas (Marousi)       | OAKA Indoor Hall              | 18 500 | 70    |
| PAOK                | Salónica (Pylaia)      | PAOK Sports Arena             | 8162   | 63    |
| Peristeri           | Atenas (Peristeri)     | Peristeri Arena               | 4000   | 24    |
| Promitheas Patras   | Patras                 | Dimitris Tofalos Arena        | 5150   | 4     |

## Temporada regular
|                                                     | Equipo              | J  | G  | P  | PF   | PC   | DP   |
| --------------------------------------------------- | ------------------- | -- | -- | -- | ---- | ---- | ---- |
| 1                                                   | Panathinaikos       | 22 | 20 | 2  | 1949 | 1578 | 371  |
| 2                                                   | Lavrio              | 22 | 17 | 5  | 1810 | 1722 | 88   |
| 3                                                   | Promitheas          | 22 | 16 | 6  | 1768 | 1677 | 91   |
| 4                                                   | AEK                 | 22 | 14 | 8  | 1813 | 1666 | 147  |
| 5                                                   | PAOK                | 22 | 13 | 9  | 1736 | 1729 | 7    |
| 6                                                   | Peristeri           | 22 | 11 | 11 | 1615 | 1634 | -19  |
| 7                                                   | Kolossos            | 22 | 8  | 14 | 1720 | 1703 | 17   |
| 8                                                   | Ionikos Nikaias     | 22 | 8  | 14 | 1699 | 1789 | -90  |
| 9                                                   | Aris                | 22 | 7  | 15 | 1622 | 1704 | -82  |
| 10                                                  | Iraklis             | 22 | 7  | 15 | 1617 | 1769 | -152 |
| 11                                                  | Larisa              | 22 | 6  | 16 | 1633 | 1785 | -152 |
| 12                                                  | Charilaos Trikoupis | 22 | 5  | 17 | 1594 | 1820 | -226 |
| Fuente: Κανονική Περίοδος; actualización automática |                     |    |    |    |      |      |      |

### Marcadores
| Local \ Visitante        | AEK   | ARI   | ION   | IRA    | KOL   | LAR   | LAV    | MES    | PER   | PTH    | POK   | PRO   |
| ------------------------ | ----- | ----- | ----- | ------ | ----- | ----- | ------ | ------ | ----- | ------ | ----- | ----- |
| AEK Atenas               | —     | 84–67 | 81–74 | 100–97 | 89–72 | 87–68 | 94–97  | 98–76  | 91–59 |        | 76–56 | 75–82 |
| Aris Salónica            | 68–73 | —     | 74–62 | 81–75  | 74–84 | 70–52 | 89–94  | 77–48  | 71–84 | 75–93  | 71–77 | 94–83 |
| Ionikos Hellenic Coin    | 68–81 | 68–64 | —     | 67–77  |       | 83–76 | 88–89  | 100–85 | 75–80 | 53–79  | 83–84 | 86–77 |
| Iraklis                  | 72–79 | 54–76 | 75–78 | —      | 66–65 | 73–69 | 60–77  | 100–78 | 71–75 | 66–100 | 75–57 |       |
| Kolossos H Hotels        | 79–72 | 83–72 | 94–74 | 84–61  | —     | 90–64 | 77–62  | 66–77  | 80–65 | 82–95  | 84–85 | 79–84 |
| Larisa Bread factory     | 76–75 | 84–88 | 76–97 | 80–76  | 82–73 | —     | 58–66  | 84–58  | 78–98 | 89–98  | 88–91 | 85–81 |
| Lavrio Megabolt          | 78–70 | 92–71 | 81–91 | 105–77 | 83–77 |       | —      | 87–70  | 88–71 | 92–82  | 84–77 | 75–72 |
| Charilaos Trikoupis BAXI | 66–87 | 73–70 | 79–66 | 68–71  | 87–77 | 79–77 | 75–79  | —      | 63–70 | 66–73  |       | 82–88 |
| Peristeri                | 62–66 |       | 86–70 | 70–79  | 84–81 | 82–78 | 70–78  | 84–72  | —     | 68–74  | 76–67 | 70–73 |
| Panathinaikos OPAP       | 80–75 | 94–72 | 98–74 | 106–74 | 90–67 | 69–60 | 105–69 | 102–68 | 76–57 | —      | 96–67 | 78–80 |
| PAOK                     | 85–87 | 75–64 | 86–84 | 79–72  | 82–74 | 91–93 | 83–65  | 96–87  | 85–66 | 68–74  | —     | 81–78 |
| Promitheas Patras        | 80–78 | 90–69 | 82–72 | 85–61  | 69–67 | 81–63 | 90–88  | 84–68  | 75–58 | 61–83  | 83–80 | —     |

### Playoffs
|  | Cuartos de final  | Cuartos de final  |                   |   | Semifinales            | Semifinales            |  |  | Final | Final |
|  |                   |                   |                   |   |                        |                        |  |  |       |       |
|  |                   |                   |                   |   |                        |                        |  |  |       |       |
|  |                   |                   |                   |   |                        |                        |  |  |       |       |
|  | Panathinaikos     | 2                 |                   |   |                        |                        |  |  |       |       |
|  | Panathinaikos     | 2                 |                   |   |                        |                        |  |  |       |       |
|  | Ionikos           | 0                 |                   |   |                        |                        |  |  |       |       |
|  | Ionikos           | 0                 | Panathinaikos     | 3 |                        |                        |  |  |       |       |
|  |                   |                   | Panathinaikos     | 3 |                        |                        |  |  |       |       |
|  |                   | AEK               | 1                 |   |                        |                        |  |  |       |       |
|  | AEK               | AEK               | 1                 | 2 |                        |                        |  |  |       |       |
|  | AEK               |                   |                   | 2 |                        |                        |  |  |       |       |
|  | PAOK              | 1                 |                   |   |                        |                        |  |  |       |       |
|  | PAOK              | 1                 | Panathinaikos     | 3 |                        |                        |  |  |       |       |
|  |                   |                   | Panathinaikos     | 3 |                        |                        |  |  |       |       |
|  |                   | Lavrio            | 1                 |   |                        |                        |  |  |       |       |
|  | Lavrio            | Lavrio            | 1                 | 2 |                        |                        |  |  |       |       |
|  | Lavrio            |                   |                   | 2 |                        |                        |  |  |       |       |
|  | Kolossos          | 0                 |                   |   |                        |                        |  |  |       |       |
|  | Kolossos          | 0                 | Lavrio            | 3 |                        |                        |  |  |       |       |
|  |                   |                   | Lavrio            | 3 |                        |                        |  |  |       |       |
|  |                   | Promitheas Patras | 2                 |   | Tercer y cuarto puesto | Tercer y cuarto puesto |  |  |       |       |
|  | Promitheas Patras | Promitheas Patras | 2                 | 2 | Tercer y cuarto puesto | Tercer y cuarto puesto |  |  |       |       |
|  | Promitheas Patras |                   |                   | 2 |                        |                        |  |  |       |       |
|  | Peristeri         | 1                 |                   |   |                        |                        |  |  |       |       |
|  | Peristeri         | 1                 | Promitheas Patras | 1 |                        |                        |  |  |       |       |
|  |                   |                   |                   |   |                        |                        |  |  |       |       |
|  | AEK               | 3                 |                   |   |                        |                        |  |  |       |       |
|  | AEK               | 3                 |                   |   |                        |                        |  |  |       |       |